# Los Angeles Sparks 2004
La stagione 2004 delle Los Angeles Sparks fu l'8ª nella WNBA per la franchigia.
Le Los Angeles Sparks vinsero la Western Conference con un record di 25-9. Nei play-off persero la semifinale di conference con le Sacramento Monarchs (2-1).

## Roster
| N° | Naz.                    | Ruolo | Sportivo            | Anno | Alt. | Peso |
| -- | ----------------------- | ----- | ------------------- | ---- | ---- | ---- |
| 4  | RD del Congo (bandiera) | G     | Mwadi Mabika        | 1976 | 180  | 75   |
| 5  | Italia (bandiera)       | A     | Laura Macchi        | 1979 | 185  | 77   |
| 8  | Stati Uniti (bandiera)  | C     | DeLisha Milton      | 1974 | 185  | 75   |
| 9  | Stati Uniti (bandiera)  | C     | Lisa Leslie         | 1972 | 196  | 77   |
| 10 | Stati Uniti (bandiera)  | G     | Doneeka Hodges      | 1982 | 175  | 73   |
| 11 | Stati Uniti (bandiera)  | G     | Teresa Weatherspoon | 1965 | 173  | 73   |
| 21 | Stati Uniti (bandiera)  | G     | Tamecka Dixon       | 1975 | 175  | 67   |
| 23 | Stati Uniti (bandiera)  | A     | Monique Coker       | 1982 | 188  | 82   |
| 30 | Nigeria (bandiera)      | A     | Mfon Udoka          | 1976 | 183  | 85   |
| 32 | Stati Uniti (bandiera)  | A     | Christi Thomas      | 1982 | 191  | 84   |
| 33 | Italia (bandiera)       | A     | Raffaella Masciadri | 1980 | 183  | 77   |
| 42 | Stati Uniti (bandiera)  | G     | Nikki Teasley       | 1979 | 183  | 75   |
| 44 | Stati Uniti (bandiera)  | A     | Tamika Whitmore     | 1977 | 188  | 86   |

## Staff tecnico
- Allenatori: Michael Cooper (14-6) (fino al 6 luglio)[1], Karleen Thompson (11-3)
- Vice-allenatori: Karleen Thompson (fino al 6 luglio), Ryan Weisenberg